# 亚香茅
亚香茅（学名：Cymbopogon nardus）为禾本科香茅属下的一个种。

## 特性
- 可提取香茅油。
- 口味不佳，不能直接食用。
- 对牧场而言是入侵物种，牲畜不会取食亚香茅。

## 扩展阅读
- 維基物種上的相關：亚香茅